# غويلرمو دي لوس سانتوس
غويلرمو دي لوس سانتوس (بالإسبانية: Guillermo de los Santos) هو لاعب كرة قدم أوروغواياني، ولد في 9 فبراير 1992 في مونتفيدو في الأوروغواي. شارك مع منتخب أوروغواي تحت 20 سنة لكرة القدم. أما مع النوادي، فقد لعب مع ديفينسور سبورتينغ وناسيونال مونتيفيديو.

## وصلات خارجية
- غويلرمو دي لوس سانتوس على موقع الاتحاد الدولي (مؤرشف)  (الإنجليزية)
- غويلرمو دي لوس سانتوس على موقع قاعدة بيانات كرة القدم.إي يو (الإنجليزية)
- غويلرمو دي لوس سانتوس على موقع Soccerway.com (الإنجليزية)
- غويلرمو دي لوس سانتوس على موقع AS.com (الإسبانية)